# Parische Chronik

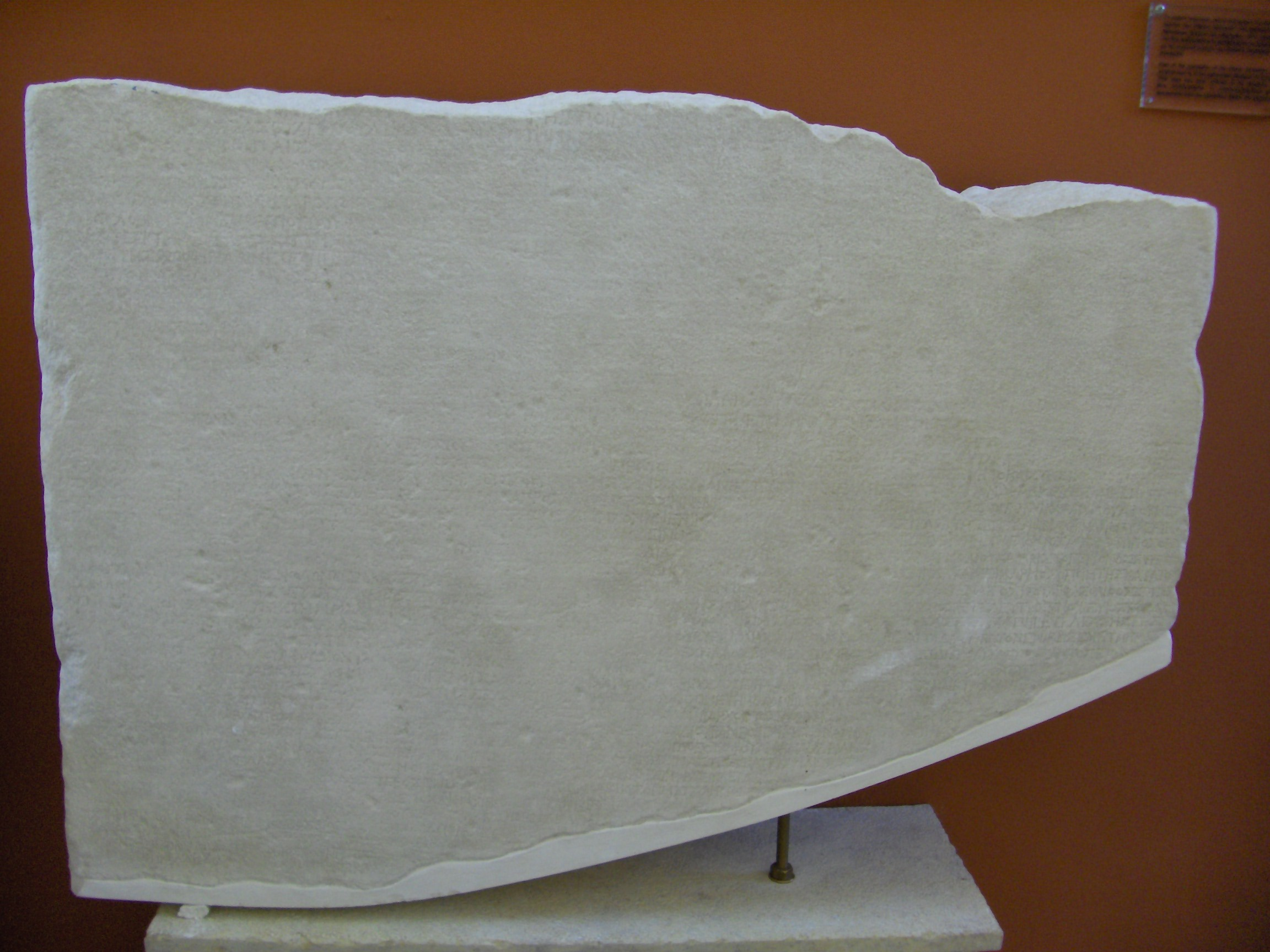
Kopie des mittleren Bruchstücks im Museum von Paros

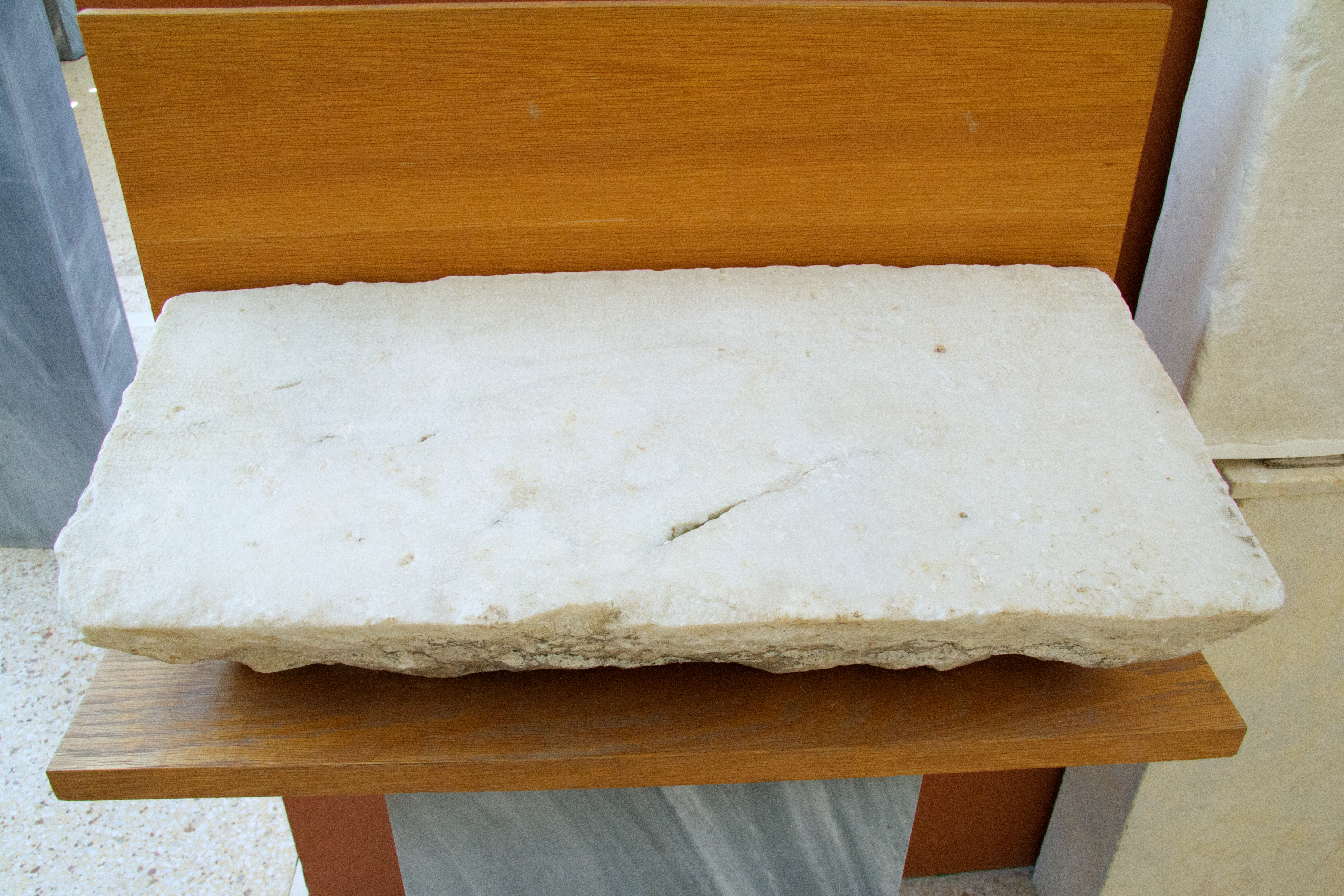
Original des unteren Bruchstücks im Museum von Paros

Die Parische Chronik (auch Parischer Marmor, Marmor Parium oder Chronicon Parium genannt, gängige Abkürzung Marm. Par.) ist eine in Marmor gemeißelte griechische Zeittafel, die die Jahre 1582/1581 v. Chr. bis 299/298 v. Chr. umfasst. Die Chronik selbst wurde wahrscheinlich 264/263 v. Chr. erstellt, da die Datierungen der erfassten Ereignisse sich auf dieses Jahr als Basis beziehen. Sie stammt von der Insel Paros und ist in zwei Bruchstücken (mit je 50 und 27 Einträgen) erhalten; ein dritter Teil (30 Einträge) ging verloren, der Text davon ist aber noch bekannt, sodass insgesamt 107 Einträge zusammenkommen. Der größere erhaltene Teil befindet sich im Ashmolean Museum in Oxford, der kleinere Teil verblieb an seinem Fundort auf Paros.
Die Einträge fangen bei mythischen Personen (beispielsweise König Kekrops I.) an und umfassen eher kulturelle als politische oder militärische Vorgänge, so etwa Lebensdaten von Dichtern, Einführung bestimmter religiöser Zeremonien und Ursprünge verschiedener Formen von Musik und Poesie. Bis zum Jahr 313 v. Chr. wurden verschieden große Zeiträume zu Epochen zusammengefasst, ab 313 v. Chr. wird jedes Jahr einzeln angeführt. Großes Interesse bringt die Chronik allen Ereignissen, die mit Athen in Zusammenhang standen, entgegen. Auch die panhellenischen Feste werden ausführlich berücksichtigt. Bemerkenswerterweise werden die Olympischen Spiele jedoch ausgelassen. Ereignisse der parischen Lokalgeschichte finden kaum Erwähnung.

## Entdeckung und Erforschung
1627 kaufte Samson (Sampso) als Agent von Nicolas-Claude Fabri de Peiresc in Smyrna, dem heutigen Izmir, das obere Bruchstück der Parischen Chronik an. Als er verhaftet wurde, erwarb William Petty die Inschriftentafel und schickte sie nach England zu seinem Auftraggeber Thomas Howard, 21. Earl of Arundel. John Selden untersuchte die Tafel, fertigte Abschriften an und übersetzte sie. Er nannte die Tafel nach ihrem Besitzer Marmora Arundeliana. Da der Fundort der Parischen Chronik unbekannt war, gab es Spekulationen über ihre Herkunft. Zum Teil wurde ihre Echtheit bezweifelt.
Thomas Howard ließ die Tafel im Garten des Arundel House, seines Londoner Stadthauses an der Themse, aufstellen. Während des Englischen Bürgerkriegs (1642–1649) wurde der Stein jedoch beschädigt und Teile entwendet. Ein Bruchstück soll sogar zur Ausbesserung des Schornsteins des Herrenhauses verwendet worden sein. 1667 schenkte Henry Howard, 6. Duke of Norfolk, Thomas Howards Enkel, auf Veranlassung von John Evelyn das verbliebene Bruchstück der University of Oxford. Es wurde deshalb als Marmora Oxoniensia bezeichnet. Es wurde 1828 in August Boeckhs Sammlung griechischer Inschriften Corpus Inscriptionum Graecarum aufgenommen. 1897 entdeckte man im Süden von Parikia auf der griechischen Insel Paros ein weiteres Bruchstück des unteren Teils der Parischen Chronik. 1904 veröffentlichte Felix Jacoby eine Übersetzung des bekannten Textes.
Der obere Teil des ersten Bruchstückes ist heute verloren und nur der Inhalt in der Abschrift von John Selden erhalten. Der untere Teil befindet sich im Ashmolean Museum und wird als Oxfordfragment bezeichnet. Das zuletzt entdeckte Bruchstück, das sogenannte Parosfragment, befindet sich im Archäologischen Museum von Parikia.

## Inhalt

### Verlorenes Fragment
| Eintrag | Übersetzung | Jahr                               |
| ------- | --- | ---------------------------------- |
|         | (Von allen Aufzeichnungen und Berichten) habe ich (die vergangene Zeit) angegeben, angefangen mit Kekrops, dem ersten König von Athen, bis (____)uanax Archon in Paros, und Diognetus in Athen war. | 264/3 v. Chr.                      |
| 1       | Seit Kekrops König von Athen wurde und der Ort Kekropia genannt wurde, der zuvor nach dem Eingeborenen Aktaion Aktika genannt wurde, 1318 Jahre. | 1582/1 v. Chr.                     |
| 2       | Seit Deukalion König von Lykoreia am Parnass wurde, während Kekrops König von Athen war, 1310 Jahre. | 1574/3 v. Chr.                     |
| 3       | Als es Streitigkeiten zwischen Ares und Poseidon wegen Halirrhothius, dem Sohn des Poseidons gab und der Ort Areshügel genannt wurde, 1268 Jahre als Kranaos König von Athen war. | 1532/1 v. Chr.                     |
| 4       | Seit es zur Zeit Deukalions eine Überschwemmung gab und Deukalion vor den Fluten von Lykoreia nach Athen zu [Kranaos] floh und (den Tempel des Olympischen) Zeu(s gründete und) für seine Erlösung Opfer darbrachte, 1265 Jahre, als Kranaos König von Athen war. | 1529/8 v. Chr.                     |
| 5       | (Seit) Amphiktyon, der Sohn des Deukalion, König von Thermopylen wurde und die um den (Tem)pel wohnenden Menschen zusammenführte und sie Amphiktyonen nannte und (für sie opferte), dort wo die Amphiktyonen noch heute Opfer darbringen, 1258 Jahre, als Amphiktyon König von Athen war. | 1522/1 v. Chr.                     |
| 6       | Seit Hellen, (der Sohn) des Deuk(alion), König von Phthiotis wurde und die die zuvor Griechen genannt wurden nun Hellenen hießen und (die Panath__ Spiele___), 1257 Jahre, als Amphiktyon König von Athen war. | 1521/0 v. Chr.                     |
| 7       | Seit Kadmos, der Sohn des Agenor nach Theben kam (____und) die Kadmeia errichtete, 1255 Jahre, als Amphiktyon König von Athen war. | 1519/8 v. Chr.                     |
| 8       | Seit (Kilix und Phoinix, die Söhne des Agenor) Könige in (Kilikien und) Phönizien wurden, 1252 Jahre, als Amphiktyon König von Athen war. | 1516/5 v. Chr.                     |
| 9       | Seit (das erste) Schiff (mit fünfzig Riemen, das von Danaos vorbereitet wurde) von Ägypten nach Griechenland segelte und Fünfzigruderer genannt wurde und die Töchter des Danaos, _____ und _____ und Helike und Archedike durch das Los von den übrigen ausgesucht wurden, (gründeten den Tempel der Athene Lindos) und brachten Opfer am Strand von Lindos auf Rhodos dar, 1247 Jahre, (als Erichthonios) König von Athen war.               | 1511/0 v. Chr.                     |
| 10      | (Seit) bei den ersten Panathenäen, (Erich)thonios einen Streitwagen anspannen ließ und zeigte wie man fährt und den Athenern (ihren Namen gab und ____) die Mutter der Götter wurde in Kybele enthüllt und Hyagnis, der Phrygier erfand die Flöte in _____ und spielte als erster (die Tonart), die phrygisch genannt wird und andere Stilarten der Mutter, des Dionysos, des Pan und _____, 1242 Jahre, als Erichthonios König von Athen war. | 1506/5 v. Chr.                     |
| 11      | Seit Minos (der erste König von Kreta wurde und Apoll)onia gründete und das Eisen im Idagebirge durch Kelmis (und Damnameneus) der Idäische Daktylen entdeckt wurde, 1(___) Jahre, als Pandion König von Athen war. | zwischen 1462 und 1423 v. Chr.     |
| 12      | Seit Demeter nach Athen kam und das Saatgut (erfand) und das (erste Fest des Pflügens unter Anweisung von T)riptolemos, dem Sohn von Keleos und Neaira gefeiert wurde, 1146 Jahre, als Erechtheus König von Athen war. | 1410/09 v. Chr.                    |
| 13      | Seit Tripto(lemos das Getreide erntete welches) er auf den Eleusis genannten Rharischen Feldern gesät hatte, 1(1)45 Jahre, als (Erechtheus) König von Athen war. | 1409/8 v. Chr.                     |
| 14      | (Seit Orpheus ____) seine eigene Dichtung veröffentlichte, der Raub der Kore und die Suche der Demeter und (den Keim, den sie hervorbrachte und die) Menge, die das Getreide erhielten, 1135 Jahre, als Erechtheus König von Athen war. | 1399/8 v. Chr.                     |
| 15      | (Seit Eumolpos ____) die Mysterien von Eleusis leitete und die Gedichte seines (Vaters M)ousaios veröffentlichte, (11__ Jahre, als Erechthe)us, der Sohn des Pandion, (König von Athen war). | zwischen 1398 und 1373 v. Chr.     |
| 16      | Seit der ersten Reinigung _____, (106)2 (Jahre), als Pandion, der Sohn des Kekrops, König von Athen war. | 1326/5 v. Chr.                     |
| 17      | Seit in Eleusis sportliche (Wettkämpfe) ____________ das Fest des Zeus Lykaion in Arkadien gefeiert wurde und _____ des Lykaon wurde den Hellenen gegeben, (____ Jahre), als Pandion, der Sohn des Kekrops, König von Athen war. | zwischen 1325 und 1308 v. Chr.     |
| 18      | Seit _________ Herakles ______, (____ Jahre), als Aigeus König von Athen war. | zwischen 1307 und 1296 v. Chr.     |
| 19      | Seit der Fehlernte in Athen und die Athener das Orakel befragten. (Apo)llon antwortete, dass sie die (Strafe), die Minos für richtig hielt, akzeptieren sollten, 1031 Jahre, als Aigeus König von Athen war. | 1295/4 v. Chr.                     |
| 20      | Seit Theseus (König) von Athen (wurde), die zwölf Städte vereinte und ihnen eine Verfassung und Demokratie gab, ______ von Athen und nachdem er Sinis getötet hatte die Isthmischen Spiele einführte, 995 Jahre. | 1259/8 v. Chr.                     |
| 21      | Seit (der Invasion) der Amazonen (in Attika, 99)2 (Jahre), als Theseus König von Athen war. | 1256/5 v. Chr.                     |
| 22      | Seit die Argiver mit Adras(tos gegen Theb)en in den Krieg zogen und (wegen Archemoros) die Nemeischen Spiele gründeten, 987 Jahre, als Theseus König von Athen war. | 1251/0 v. Chr.                     |
| 23      | Seit die (Helle)nen gegen Troja zogen, 954 Jahre, im 13. Jahr in dem Menestheus König von Athen war. | 1218/7 v. Chr.                     |
| 24      | Seit Troja erobert wurde, 945 Jahre, im (2)2 Jahr in dem (Menesthe)us König von Athen war, am siebten Tag vor dem Ende des Monats Th(argelio)n. | 1209/8 v. Chr.                     |
| 25      | Seit Orestes, der Sohn von (Agamemnon und Erigone,) die Tochter von Aigisthos vor den Areopag (wegen Ai)gisthos und Kly(taimnestra zogen) und Orestes den Prozess gewann, (da die Abstimmung unentschieden war), (9)44 Jahre, als Demophon König von Athen war. | 1208/7 v. Chr.                     |
| 26      | Seit Teukros Salamis auf Zypern gründete, 938 Jahre, als Demophon König von Athen war. | 1202/1 v. Chr.                     |
| 27      | Seit Neleus (Milet und das übrige Ionien), Ephesos, Erythrai, Klazomenai, Priene, Lebedos, Teos, Kolophon, Myus, (Phokaia), Samos, Chios gründete und die Panionischen Spiele stattfanden, (81)3 Jahre, im 13. Jahr in dem Medon (König) von Athen war. | 1087/6 v. Chr. oder 1077/6 v. Chr. |
| 28      | Seit der Dichter (Hesiod) lebte, 67(3) Jahre, als (Megakles) König von Athen war. | 937/6 v. Chr.                      |
| 29      | Seit der Dichter Homer lebte, 643 Jahre, als Diognetos König von Athen war. | 907/6 v. Chr.                      |
| 30      | Seit Pheidon von Argos (Maße und) | 895/4 v. Chr.                      |

### Oxford-Fragment
| Eintrag          | Übersetzung | Jahr                      |
| ---------------- | --- | ------------------------- |
| 30 (Fortsetzung) | (Gewichte) einführte und auf Ägina Silbermünzen prägte, als elfter der Abstammungslinie des Herakles, 631 Jahre, als Pherekles König von Athen war. | 895/4 v. Chr.             |
| 31               | Seit Archias, Sohn des Euagetos, als zehnter der Abstammungslinie des Temenos, die Emigration aus Korinth leitete (und) Syrakus (gründete, ____ Jahre), im 21. Jahr in dem Aischylos König von Athen war.                                                                                | um 766 v. Chr.            |
| 32               | Seit das jährliche Archontat begann, 420 Jahre. | 684/3 v. Chr.             |
| 33               | Seit _________, 418 Jahre, als Lysiades Archon in Athen war. | 682/1 v. Chr.             |
| 34               | Seit Terpandros von Lesbos, der Sohn des Derdenes, das (Kithara-Spiel revolutionierte) _____ und den früheren Stil der Musik änderte, 381 Jahre, als Dropides Archon in Athen war. | 645/4 v. Chr.             |
| 35               | Seit (Alyattes) König der Lydier wurde, (3)41 Jahre, als Aristokles Archon in Athen war. | 605/4 v. Chr.             |
| 36               | Seit Sappho von Mytilene nach Sizilien segelte, floh ______ (335 Jahre), als der erste Kritias Archon in Athen war und in Syrakus die Großgrundbesitzer regierten. | 599/8 v. Chr.             |
| 37               | (Seit) die Amphiktyonen opferten, nachdem sie Kyrrha abgewehrt hatten und ein sportlicher Wettkampf, um ein Preisgeld aus der Beute, abgehalten wurde, (32)7 Jahre, als Simon Archon von Athen war.                                                                                      | 591/0 v. Chr.             |
| 38               | Seit der Wettkampf (um den Lorbeerkranz) in Delphi wieder eingeführt wurde, 318 Jahre, als der zweite Damasias Archon in Athen war. | 582/1 v. Chr.             |
| 39               | Seit in Athen der (Chor der) Komödien(schauspieler) eingeführt wurde, welchen die Ikarier (zuerst einführten) und Susarion erfand und der Siegpreis war zuerst ein Korb (Arsichos = eine Maßeinheit) Feigen und ein Metretes Wein, (______ Jahre, als _____ Archon in Athen war.) _____. | um 580 v. Chr.            |
| 40               | Seit Peisistratos Tyrann von Athen wurde, 297 Jahre, als Komeas Archon (in Athen) war. | 561/0 v. Chr.             |
| 41               | Seit Krösus (Boten von) Asien (nach) Delphi (schickte), (29)2 Jahre, als Euthydemos Archon in Athen war. | 556/5 v. Chr.             |
| 42               | Seit Kyros, der König der Perser, Sardes einnahm und Krösus ____, (277 Jahre, als _____ Archon in Athen war und) auch Hipponax lebte zu dieser Zeit. | 541/0 v. Chr.             |
| 43               | Seit der Dichter Thespis ein Schauspiel in der Stadt veröffentlichte, in dem zuerst (in Dialogen gesprochen wurde) und eine Ziege wurde als (Preis) eingeführt, 2(7__) Jahre, als der frühere ____naios (möglicherweise Phrynaios) Archon in Athen war.                                  | 536/5 v. Chr. (Phrynaios) |
| 44               | Seit nach dem Tod des Mager (Gaumata) Dareios König der Perser wurde (2)56 Jahre, als _____ Archon in Athen war. | 520/19 v. Chr.            |
| 45               | Seit Harmodios und Aristogeiton (Hipparchos den Nachfolger) von Peisistratos töteten und die Athener die Peisistratiden außerhalb der Pelasgischen Mauer verbannten, 248 Jahre, als Harpaktides Archon in Athen war.                                                                     | 512/1 v. Chr.             |
| 46               | Seit Männerchöre zuerst wetteiferten und der Trainer Hypodikos, der Chalkidier, gewann, 246 Jahre, als Lysagoras Archon in Athen war. | 510/09 v. Chr.            |
| 47               | Seit Melanippides von (Milos) in Athen (gewann), 231 Jahre, als Pythokritos Archon in Athen war. | 495/4 v. Chr.             |
| 48               | Seit die Athener bei Marathon gegen die Perser und (Artaphernes, der) Neffe des Dareios und Datis, den General, kämpften und Athen die Schlacht gewann, 227 Jahre, als der zweite Phainippides Archon in Athen war. Der 35-jährige Dichter Aischylos kämpfte in dieser Schlacht.         | 491/0 v. Chr.             |
| 49               | Seit Simonides, der Großvater des Dichters Simonides, der selbst auch Dichter war, den Preis in Athen gewann und Dareios starb und Xerxes, sein Sohn, König wurde, (2)26 Jahre, als Aristeides Archon in Athen war.                                                                      | 490/89 v. Chr.            |
| 50               | Seit der Dichter Aischylos zuerst mit einer Tragödie gewann und der Dichter Euripides geboren wurde und der Dichter Stesichoros nach Griechenland (kam), 222 Jahre, als Philokrates Archon in Athen war.                                                                                 | 486/5 v. Chr.             |
| 51               | Seit Xerxes die Brücke am Hellespont aufschlug und durch Athos grub und die Schlacht bei den Thermopylen und die Schlacht von Salamis der Hellenen gegen die Perser stattfand, bei der die Hellenen siegreich waren, 217 Jahre, als Kalliades Archon in Athen war.                       | 481/0 v. Chr.             |
| 52               | Seit die Schlacht von Plataiai der Athener gegen Mardonios, den General von Xerxes, stattfand, die die Athener gewannen und Mardonios in der Schlacht fiel und in Sizilien der Ätna Feuer spie, 216 Jahre, als Xanthippos Archon in Athen war.                                           | 480/79 v. Chr.            |
| 53               | Seit Gelon von Syrakus, der Sohn des Deinomenes Tyrann von Syrakus wurde, 215 Jahre, als Timosthenes Archon in Athen war. | 479/8 v. Chr.             |
| 54               | Seit Simonides von Keos, der Sohn des Leoprepes, der die Mnemotechnik erfand, Schauspieler ausbildete und einen Preis in Athen gewann und die Statuen von Harmodios und Aristogeiton wurden aufgestellt, 21(3) Jahre, als Adeimantos Archon in Athen war.                                | 477/6 v. Chr.             |
| 55               | Seit Hieron Tyrann von Syrakus wurde, 208 Jahre, als Chares Archon in Athen war. Der Dichter Epicharmos lebte auch zu dieser Zeit. | 472/1 v. Chr.             |
| 56               | Seit Sophokles aus Kolonos, der Sohn des Sophillos, im Alter von 28 Jahren mit einer Tragödie gewann, 206 Jahre, als Apsephion Archon in Athen war. | 470/69 v. Chr.            |
| 57               | Seit ein Meteorit in den Fluss Aigos Potamoi fiel und der Dichter Simonides im Alter von 90 Jahren starb, 205 Jahre, als Theagenides Archon in Athen war. | 469/8 v. Chr.             |
| 58               | Seit Alexander starb und sein Sohn Perdikkas König von Makedonien wurde, 19(9) Jahre, als Euthippos Archon in Athen war. | 463/2 v. Chr.             |
| 59               | Seit der Dichter Aischylos, als er 69 Jahre alt geworden war, in Gela auf Sizilien starb, 193 Jahre, als Kallias Archon in Athen war. | 457/6 v. Chr.             |
| 60               | Seit Euripides im Alter von 44 Jahren das erste Mal mit einer Tragödie gewann, 1(79) Jahre, als Diphilos Archon in Athen war. Sokrates und Anaxagoras lebten zu der Zeit von Euripides.                                                                                                  | 443/2 v. Chr.             |
| 61               | Seit Archelaos König der Makedonen wurde nach dem Tod des Perdikkas, 1(57) Jahre, als Astyphilos Archon in Athen war. | 421/0 v. Chr.             |
| 62               | Seit Dionysios Tyrann von Syrakus wurde, 12(7) Jahre, als Euktemon Archon in Athen war. | 411/0 v. Chr.             |
| 63               | Seit Euripides starb (nachdem er 78 Jahre gelebt hatte), 145 Jahre, als Antigenes Archon in Athen war. | 409/8 v. Chr.             |
| 64               | Seit der Dichter Sophokles starb, nachdem er 92 Jahre gelebt hatte, und Kyros sich landeinwärts wendete, (143 Jahre), als Kallias Archon in Athen war. | 407/6 v. Chr.             |
| 65               | Seit Telestes von Selenus in Athen gewann, 139 Jahre, als Mikon (Archon) in Athen war. | 403/2 v. Chr.             |
| 66               | Seit (die Hellenen, die) landeinwärts zogen (mit) Kyros (zur Küste kamen) und der Philosoph Sokrates mit 70 Jahren starb, 137 Jahre, als Laches Archon in Athen war. | 401/0 v. Chr.             |
| 67               | Seit Ar(i)sto(nous _____) in Athen (gewann), 135 Jahre, als Aristokrates Archon in Athen war. | 399/8 v. Chr.             |
| 68               | Seit Polyidos aus Selymbria mit einer Dithyrambos in Athen gewann, 1(___) Jahre, (als _____ Archon in Athen war.) |                           |
| 69               | Seit der Dithyrambendichter Philoxenos im Alter von 55 Jahren starb, als Pytheas Archon in Athen war. | 380/79 v. Chr.            |
| 70               | Seit (der Komödiendichter) Anaxandrides (in Athen gewann, 113 Jahre), als Kalleas (Archon) in Athen (war). | 377/6 v. Chr.             |
| 71               | Seit Astydamas in Athen gewann, 109 Jahre, als Asteios Archon in Athen war. Damals brannte auch (der Tempel in Delphi nieder.) | 373/2 v. Chr.             |
| 72               | (Seit die Schlacht bei Leuktra) zwischen den Thebanern und Lakedaimoniern stattfand, die die Thebaner gewannen, 107 Jahre, als Phrasikleides Archon in Athen war und Amyntas starb und sein Sohn Alexander König von Makedonien wurde.                                                   | 371/0 v. Chr.             |
| 73               | Seit Stesichoros der Zweite von Himera in Athen gewann und Megalopolis (in Arkadien) gebaut wurde, 10_ Jahre, als ______ Archon in Athen war. |                           |
| 74               | Seit Dionysios von Sizilien starb und sein Sohn Dionysios Tyrann wurde und nachdem Alexander (starb, Ptolemaios von Aloros) König der Makedonen wurde, 104 Jahre, als Nausigenes Archon in Athen war.                                                                                    | 368/7 v. Chr.             |
| 75               | Seit die Phokier (das Orakel) in Delphi (ausraubten _____, 102 Jahre), als Kephisodoros (Archon von Athen war.) | 366/5 v. Chr.             |
| 76               | Seit Timotheos mit 90 Jahren starb, (_____ Jahre, als ______ Archon in Athen war.) |                           |
| 77               | (Seit Amyntas, der Sohn des Perdikkas,) König der Makedonen wurde und Artaxerxes starb und sein Sohn Ochos (König wurde, ____ Jahre, als Eucharistos Archon in Athen war.) | 359/8 v. Chr.             |
| 78               | (Seit _____ in Athen) gewann, 93 Jahre, als Agathokles Archon in Athen war. | 357/6 v. Chr.             |
| 79               | (Seit sich ______ ereignete), 91 Jahre, als Kallist(ratos) Archon in Athen war _____ klug ______ von diesem. | 355/4 v. Chr.             |
| 80               | Seit _____, ____ (Jahre), als _____ Archon (in Athen) war. |                           |

### Paros-Fragment
| Eintrag | Übersetzung | Jahr                                                     |
| ------- | --- | -------------------------------------------------------- |
| 1       | (Seit) ______ (Philipp starb) und Alexander König wurde, 72 Jahre, als Pythodelos Archon in Athen war. | 336/5 v. Chr.                                            |
| 2       | Seit Alexander gegen die Triballer und die Illyrer zog und als die Thebaner sich erhoben und die Besatzer besiegten. Er kehrte zurück, eroberte die Stadt und zerstörte sie, 71 Jahre, als Euainetos Archon in Athen war. | 335/4 v. Chr.                                            |
| 3       | Seit Alexander nach Asien übersetzte und die Schlacht am Granikos stattfand und seit der Schlacht Alexanders gegen Dareios am Issos, 70 Jahre, als Ktesikles Archon in Athen war. | 334/3 v. Chr.                                            |
| 4       | Seit Alexander Phönizien, Zypern und Ägypten eroberte, 69 Jahre, als Nikokrates Archon in Athen war. | 333/2 v. Chr.                                            |
| 5       | Seit der Schlacht Alexanders gegen Dareios bei Arbela, die Alexander gewann und Babylon wurde erobert und er vertrieb seine Feinde und Alexandria wurde gegründet, 68 Jahre, als Niketes Archon in Athen war. | 332/1 v. Chr.                                            |
| 6       | Seit Kallippos seine Sternenkunde demonstrierte und Alexander Dareios fasste und Bessos erhängte, 66 Jahre, als Aristophon Archon in Athen war. | 330/29 v. Chr.                                           |
| 7       | Seit der Komödiendichter Philemon gewann, 64 Jahre, als Euthykritos Archon in Athen war und die Stadt Hellenis wurde am Tanais gegründet. | 328/7 v. Chr.                                            |
| 8       | Seit dem Tod Alexanders und Ptolemaios errang die Macht über Ägypten, 60 Jahre, als Hegesias Archon in Athen war. | 324/3 v. Chr.                                            |
| 9       | Seit dem Krieg bei Lamia, in dem die Athener gegen Antipatros kämpften, und der Seeschlacht bei Amorgos, in der die Makedonen gegen die Athener kämpften, die die Makedonen gewannen, 59 Jahre, als Kephisodoros Archon in Athen war.                                                                                               | 323/2 v. Chr.                                            |
| 10      | Seit Antipatros Athen eroberte und Ophellas, der in Ptolemaios Auftrag, Kyrene einnahm, 58 Jahre, als Philokles Archon in Athen war. | 322/1 v. Chr.                                            |
| 11      | Seit Antigonos nach Asien übersetzte und Alexander in Memphis begraben wurde und Perdikkas starb, nachdem er in Ägypten einmarschiert war. Auch Krateros und Aristoteles, der Sophist, starben beide mit 50 Jahren, 57 Jahre, als Archippos Archon in Athen war und Ptolemaios reiste nach Kyrene.                                  | 321/0 v. Chr.                                            |
| 12      | Seit dem Tod des Antipatros und dem Rückzug Kassanders aus Makedonien und die Belagerung von Kyzikos durch Arrhidaios und seit Ptolemaios Syrien und Phönizien eroberte, 55 Jahre, als Apollodoros Archon in Athen war. Im gleichen Jahr wählten die Syrakuser Agathokles zum Oberbefehlshaber der Sizilischen Verteidigungskräfte. | 319/8 v. Chr.                                            |
| 13      | Seit der Seeschlacht zwischen Kleitos und Nikanor um den Tempel der Chalkedonier und seit Demetrios in Athen Gesetze erließ, 53 Jahre, als Demogenes Archon in Athen war. | 317/6 v. Chr.                                            |
| 14      | Seit Kassander nach Makedonien zurückkehrte und Theben gebaut wurde und Olympias starb und Kassandria gegründet wurde und Agathokles Tyrann von Syrakus wurde, 52 Jahre, als Demokleides Archon in Athen war. Der Komödiendichter Menander gewann zum ersten Mal den Preis in Athen.                                                | 316/5 v. Chr.                                            |
| 15      | Seit der Dichter Sosiphanes mit 45 (Jahren) starb, 49 Jahre, als Theophrastos Archon in Athen war. | 313/2 v. Chr.                                            |
| 16      | Seit der Sonnenfinsternis und als Ptolemaios Demetrios in Gaza abwehrte und Seleukos nach Babylon entsandte, (4)8 Jahre, als Polemon Archon in Athen war. | 312/1 v. Chr. (Sonnenfinsternis 15. August 310 v. Chr.?) |
| 17      | Seit Nikokreon starb und Ptolemaios die Insel übernahm, 47 Jahre, als Simonides Archon in Athen war. | 311/0 v. Chr.                                            |
| 18      | Seit (Alexander, der Sohn des Alexanders,) und auch der andere, Herakles, von einer Tochter des Artabazos geborene starben und Agathokles nach Karthago übersetzte, (4)6 (Jahre), als Hieromnemon Archon in Athen war. | 310/09 v. Chr.                                           |
| 19      | Seit die Stadt Lysimacheia wurde gegründet und Ophellas _____ nach (Karthago, wo er starb) und sein Sohn Ptolemaios wurde auf Kos geboren und Kleopatra starb in Sardes. (______, 45 Jahre, als D)emetrios (archon in) Athen (war).                                                                                                 | 309/8 v. Chr.                                            |
| 20      | Seit Demetrios, Sohn des Antigonos, Piräus belagerte und einnahm, (und Demetrios von Phaleron wurde aus Athen verbannt, 44 Jahre, als) Kairimos (Archon) in Athen (war). | 308/7 v. Chr.                                            |
| 21      | Seit Demetrios Munychia zerstörte und Zypern eroberte und Phill_____, (4)3 (Jahre), als Anaxikrates Archon in Athen war. | 307/6 v. Chr.                                            |
| 22      | Seit der Dichter Sosiphanes (geboren wurde und ______, 42 Jahre, als K)oroibos (Archon in Athen war.) | 306/5 v. Chr.                                            |
| 23      | Seit der Belagerung von Rhodos und seit Ptolemaios auf den thron gelangte, (41 Jahre, als Euxenippos Archon in Athen war.) | 305/4 v. Chr.                                            |
| 24      | Seit dem Erdbeben in Ionien und als Demetrios Chalkida erobert und ______ des Demetrios, 40 Jahre, als Pherekles Archon in Athen war. | 304/3 v. Chr.                                            |
| 25      | Seit der (Komet) erschien und Lysimachos (nach Asien übersetzte, 39 Jahre, als Leostratos Archon in Athen war.) | 303/2 v. Chr.                                            |
| 26      | Seit Kassander und Demetrios sich verfeindeten _____ Kassander _____ starb, 38 (Jahre), als Nikokles Archon in Athen war. | 302/1 v. Chr.                                            |
| 27      | Seit _____ des Demetrios _____ erscheint in Chalkida und die Athener _____ Kas(sander _____) Ptolemaios _____, 35 Jahre, (als Euktemon Archon in Athen war.) | 299/8 v. Chr.                                            |